# 43 Ursae Majoris
43 Ursae Majoris, eller HD 93859, är en orange jätte i stjärnbilden Stora björnen. Stjärnan har visuell magnitud +5,66 och är synlig för blotta ögat vid normal seeing. Den ligger på ett avstånd av ungefär 355 ljusår.